# Relaciones República Centroafricana-España
Las República Centroafricana-España son las relaciones internacionales entre estos dos países. La República Centroafricana no tiene embajada en España pero su embajada en París está acreditada para este país., sin embargo cuenta con un consulado honorario en Madrid. España tampoco tiene embajada en la República Centroafricana pero su embajada en Camerún está acreditada para este país.

## Relaciones diplomáticas
Las relaciones bilaterales entre España y RCA han estado enmarcadas en el Plan África. En el ámbito de la cooperación al desarrollo, se realiza especialmente a través de organismos multilaterales. En el ámbito de la defensa, España está firmemente comprometida con la seguridad en África en general y de RCA en particular y por ello participó en la misión EUFOR-RCA de la Unión Europea con prácticamente un centenar de militares y en la actualidad en la misión EUMAMRCA con 18 militares y colabora con la operación francesa Sangaris desde Libreville donde tiene desplazado un avión de transporte y 60 militares.
En el marco de esta colaboración, la anterior Ministra de Cooperación de RCA participó en varias reuniones de cooperación en Madrid. Asimismo, el ministro de Defensa de España, D. Pedro Morenés, visitó Bangui el pasado 15 de junio de 2014 para entrevistarse con su homólogo y visitar las tropas españolas desplegadas en el país.

## Relaciones económicas
La importancia cuantitativa de las exportaciones españolas es muy reducida. Sin embargo, los datos de comercio exterior pueden no ser plenamente representativos, ya que gran parte de los productos importados por la RCA se introducen vía Camerún.
Después de perder terreno frente a otros países, en el año 2011 la cifra de exportaciones españolas alcanzó los 2.61 millones de euros y en 2012 siguió recuperándose hasta alcanzar los 3.3 millones de euros. No obstante, la situación de inestabilidad provocó el colapso del comercio con la RDA, reflejando una nueva caída en las exportaciones.

## Cooperación
Aunque no existe una OTC en RCA, sí que se contó en 2012 con determinados proyectos finalistas a través de organismos como:
- OCHA: 300.000€
- OMS: 500.000 € para un programa para la promoción de gestión coordinada de enfermedades infantiles y fortalecimiento de las rutinas de inmunización en las regiones del norte y del sur.

En 2013, España destinó 500.000 € para atender a los refugiados centroafricanos presentes en Camerún y Chad. 216.000 $ a través del Fondo de Respuesta Central de Emergencias de NNUU-OCHA, 269.760 $ a través de INTERMON-OXFAM para apoyar a los refugiados de la RCA en el Chad y 500.000 € para actividades de MSF en la región centroafricana de Ndelé en 2014. 